# La Disparition d'Odile
La Disparition d'Odile est un roman de Georges Simenon publié aux Presses de la Cité en 1971.
L'auteur achève l'écriture de ce roman à Epalinges (Vaud), en octobre 1970.

## Résumé
Une lettre d’Odile Pointet à son frère Bob lui apprend qu’elle vient d’abandonner la maison familiale : elle a décidé de quitter Lausanne pour Paris. Ce n’est pas une fugue ; elle songe au suicide.
Avec l’accord de son père, Bob se rend aussitôt à Paris, car il est fort inquiet. On sait qu’Odile est constamment mal dans sa peau ; après avoir tâté un peu de tout, elle a tout laissé. Depuis l’âge de 15 ans, elle a eu des aventures amoureuses qui ne lui ont rien apporté. Ce qui aggrave la situation, c’est qu’en partant, elle a emporté le revolver de son père et les somnifères de la pharmacie familiale.
Odile a effectivement gagné Paris où son frère la recherche. Elle dort la plus grande partie du jour et sort le soir dans le quartier de Saint-Germain-des-Prés ; elle y aura une aventure heureuse, mais sans lendemain. C’est alors qu’elle décide d’en finir, après avoir écrit à son frère une nouvelle lettre où elle se reproche d’être incapable d’établir le contact avec autrui. Puis, elle s’allonge dans sa baignoire et s’entaille le poignet.
Quand elle reprend connaissance, son voisin de chambre, appelé par le cri qu’elle a poussé, est occupé à lui faire un garrot. Albert Galabar, qui est étudiant en médecine, va la soigner, s’occuper d’elle, ce qu’elle a toujours désiré. Odile s’étonne elle-même de sa tentative de suicide et reprend goût à la vie. Se doutant que son frère est accouru à Paris, elle finit par le joindre à l’hôtel de la rue Gay-Lussac où les Pointet ont coutume de descendre. Bob retrouve sa sœur avec la plus grande joie, rentre à Lausanne et annonce le retour imminent d’Odile, toujours soignée par Galabar.
Mais, revenue à Lausanne, la jeune fille repartira pour Paris, car elle veut fuir une maison triste et sans âme, avec une mère qui ne lui témoigne qu’indifférence et un père enfermé parmi ses livres. Tandis qu’à Paris, où elle travaillera, elle aura sa vie à elle… Elle regagne donc sa petite chambre d’hôtel de la rue de la Harpe, retrouve son voisin l’étudiant, à qui elle confie le revolver paternel. Lui aussi a son travail. Mais plus tard, peut-être…

## Aspects particuliers du roman
Récit de la fugue d’une jeune fille désaxée, qui a été victime d'une agression sexuelle dans son enfance par un membre de la famille, et qui ne peut se réaliser qu’en opposition à sa famille et à son milieu.

## Fiche signalétique de l'ouvrage

### Cadre spatio-temporel

#### Espace
Lausanne. Paris.

#### Temps
Époque contemporaine.

### Les personnages

#### Personnage principal
Odile Pointet. Sans profession. Célibataire. 18 ans.

#### Autres personnages
- Albert Pointet, docteur en histoire, écrivain à gros tirages, père d’Odile
- Bob Pointet, étudiant à l’Université de Lausanne, frère d’Odile, 22 ans
- Albert Galabar, étudiant de 4e année en médecine.

## Éditions
- Préoriginale : en feuilleton dans la Gazette de Lausanne » du 5 décembre 1970 au 23 janvier 1971
- Édition originale : Presses de la Cité, 1971
- Livre de Poche n° 14285, 2001  (ISBN 978-2-253-14285-0)
- Tout Simenon, tome 15, Omnibus, 2003  (ISBN 978-2-258-06056-2)
- Romans durs, tome 12, Omnibus, 2013  (ISBN 978-2-258-09399-7)
- Romans durs, tome 12, Omnibus, 2023  (ISBN 978-2-258-20269-6)

## Source
- Maurice Piron, Michel Lemoine, L'Univers de Simenon, guide des romans et nouvelles (1931-1972) de Georges Simenon, Presses de la Cité, 1983, p. 246-247  (ISBN 978-2-258-01152-6)